# Cerro Cerrejón
El cerro Cerrejón es una montaña ubicada en el extremo noroccidental de Suramérica, en la parte norte de Colombia, 720 km al norte de la capital del país, Bogotá.
Planos y vistas satelitales: 11°00′18.4″N 72°40′19.6″O / 11.005111, -72.672111

## Localización
El cerro Cerrejón (de este cerro, el yacimiento de carbón Cerrejón recibió su nombre), es un cerro pequeño (cerrejón) ubicado cerca de la mina de carbón del Cerrejón, al este del municipio de Barrancas, en el Departamento de La Guajira.

## Características
La montaña es una elevación por encima de los alrededores, con un área de pequeña cumbre, de laderas empinadas, perteneciente a la Cuchilla de Palmarito.   
La parte superior del Cerro Cerrejón es de 745 metros sobre el nivel del mar, 506 metros por encima del terreno circundante. La anchura en la base es de 10,6 kilómetros.

## Geografía
El terreno alrededor del Cerro Cerrejón es montañoso en el sureste, pero el noroeste es plano. El punto más alto en la vecindad es 1763 metros sobre el nivel del mar, 14.7 km al sureste de Cerro Cerrejón.  Alrededor de Cerro Cerrejón la densidad de población es baja con 50 habitantes por kilómetro cuadrado. La población más cercana es Barrancas, 13.7 km al oeste de Cerro Cerrejón. En los alrededores del Cerro Cerrejón crece principalmente bosques de sabana.

## Clima y precipitación
| Climograma de Cerro Cerrejón | Climograma de Cerro Cerrejón | Climograma de Cerro Cerrejón | Climograma de Cerro Cerrejón | Climograma de Cerro Cerrejón | Climograma de Cerro Cerrejón | Climograma de Cerro Cerrejón | Climograma de Cerro Cerrejón | Climograma de Cerro Cerrejón | Climograma de Cerro Cerrejón | Climograma de Cerro Cerrejón | Climograma de Cerro Cerrejón |
| --- | ---------------------------- | ---------------------------- | ---------------------------- | ---------------------------- | ---------------------------- | ---------------------------- | ---------------------------- | ---------------------------- | ---------------------------- | ---------------------------- | ---------------------------- |
| E | F                            | M                            | A                            | M                            | J                            | J                            | A                            | S                            | O                            | N                            | D                            |
| 7 28 21 | 12 30 22                     | 81 31 21                     | 143 28 20                    | 216 26 21                    | 97 29 21                     | 92 27 21                     | 181 29 21                    | 180 28 20                    | 222 25 21                    | 99 24 20                     | 61 26 20                     |
| temperaturas en °C • totales de precipitación en mm fuente: |                              |                              |                              |                              |                              |                              |                              |                              |                              |                              |                              |
| Conversión sistema imperial\| E \| F \| M \| A \| M \| J \| J \| A \| S \| O \| N \| D \| \| 0.3 82 70 \| 0.5 86 72 \| 3.2 88 70 \| 5.6 82 68 \| 8.5 79 70 \| 3.8 84 70 \| 3.6 81 70 \| 7.1 84 70 \| 7.1 82 68 \| 8.7 77 70 \| 3.9 75 68 \| 2.4 79 68 \| \| temperaturas en °F • totales de precipitación en pulgadas \| \| \| \| \| \| \| \| \| \| \| \| |                              |                              |                              |                              |                              |                              |                              |                              |                              |                              |                              |
| E | F                            | M                            | A                            | M                            | J                            | J                            | A                            | S                            | O                            | N                            | D                            |
| 0.3 82 70 | 0.5 86 72                    | 3.2 88 70                    | 5.6 82 68                    | 8.5 79 70                    | 3.8 84 70                    | 3.6 81 70                    | 7.1 84 70                    | 7.1 82 68                    | 8.7 77 70                    | 3.9 75 68                    | 2.4 79 68                    |
| temperaturas en °F • totales de precipitación en pulgadas |                              |                              |                              |                              |                              |                              |                              |                              |                              |                              |                              |